# Capriano del Colle rosso
Le Capriano del Colle rosso est un vin rouge italien de la région Lombardie doté d'une appellation DOC depuis le 18 novembre 1980. Seuls ont droit à la DOC les vins rouges récoltés à l'intérieur de l'aire de production définie par le décret. 

## Aire de production
Les vignobles autorisés se situent en province de Brescia dans les communes de Capriano del Colle, Poncarale et Flero.
Le vin rouge répond à un cahier des charges moins exigeant que le Capriano del Colle rosso riserva, essentiellement en relation avec le vieillissement et le taux d'alcool.

## Caractéristiques organoleptiques
- couleur: rouge rubis
- odeur:  intense, caractéristique
- saveur: sèche,  puissant, aromatique

Le Capriano del Colle rosso se déguste à une température de 15 – 17 °C et il se gardera 2 – 4 ans.

## Production
Province, saison, volume en hectolitres :
- Brescia  (1990/91)  750,0
- Brescia  (1991/92)  700,0
- Brescia  (1992/93)  816,0
- Brescia  (1993/94)  697,0
- Brescia  (1994/95)  999,46
- Brescia  (1995/96)  661,78
- Brescia  (1996/97)  882,14